# Tupinambis merianae
Tupinambis merianae és una espècie de sauròpsid (rèptil) escatós de la família Teiidae.
Aquest llangardaix es distribueix  per Amèrica del Sud, de la Colòmbia tropical i subtropical a través de Veneçuela i la Guaiana per la Conca de l'Amazones veneçolà i colombià fins al Paraguai i el nord de l'Argentina.